# Jan van der Heyden
Jan van der Heyden (Gorinchem, 5 maart 1637 – Amsterdam, 28 maart 1712) was een Noord-Nederlands schilder, tekenaar, etser en uitvinder. Hij is vooral bekend vanwege zijn vele stadsgezichten en als uitvinder van een verbeterde brandspuit en straatlantaarn.

## Levensloop

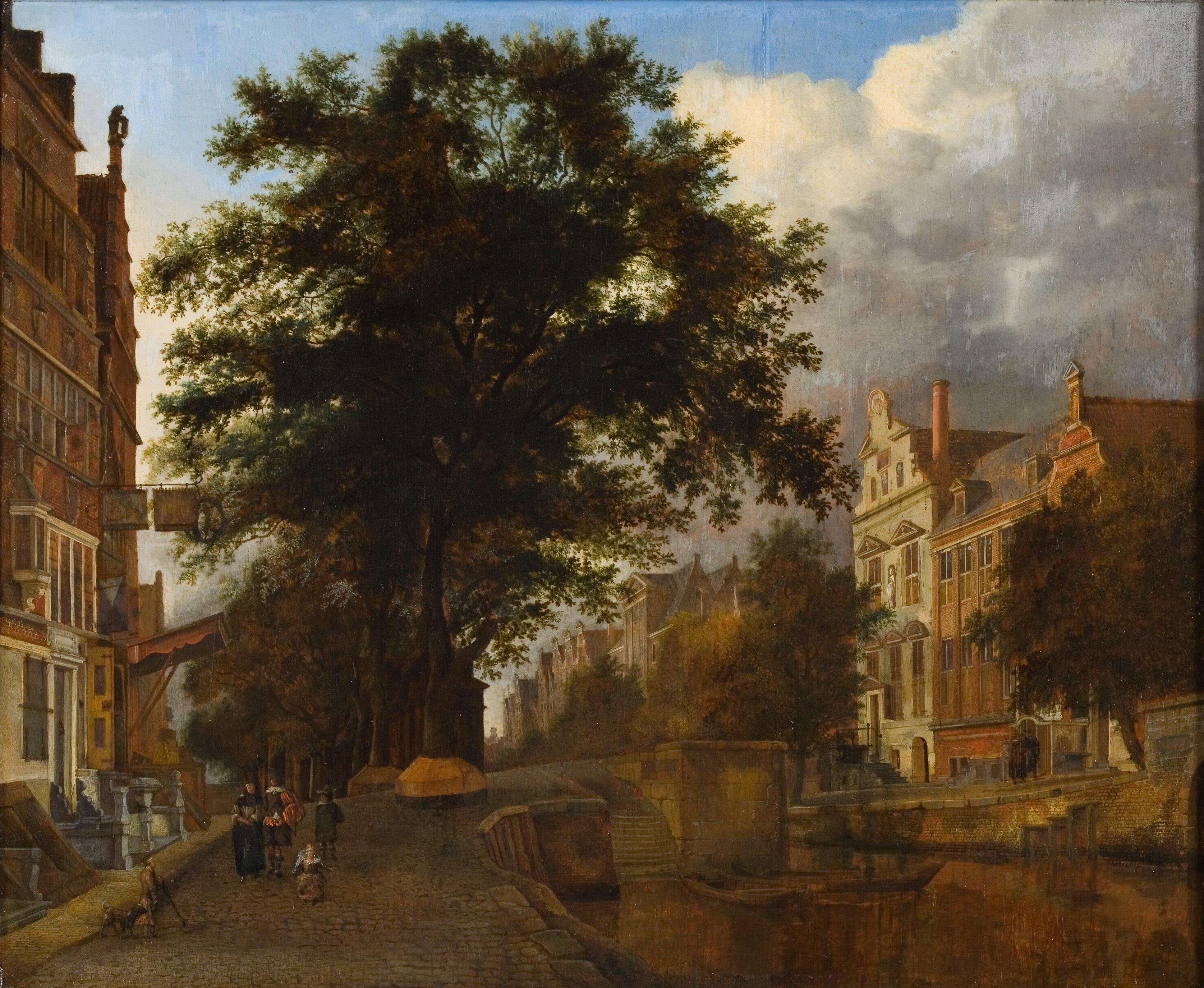
Gefantaseerd Amsterdams stadsgezicht met gracht. Enschede, Rijksmuseum Twenthe.

Jan van der Heyden kwam op 9-jarige leeftijd met zijn ouders naar Amsterdam, waar zijn vader zich liet inschrijven als graanhandelaar. In 1656 werd Van der Heyden in Amsterdam gedoopt; hij woonde toen op de Dam. Op 28 mei 1661 ging hij in ondertrouw met de Utrechtse Sara ter Hiel. Hij noemde zich op dat moment al schilder. In 1662 kwam zijn vroegst bekende werk tot stand, de familiewapens van hem en zijn vrouw (nu in het Amsterdam Museum). Als woon- en werkplaats kreeg hij van de stad de beschikking over de helft van de kapel van het voormalige Bethaniënklooster.
Van der Heyden schilderde voornamelijk stadsgezichten, vaak composities van verschillende stadsdelen, waarbij hij zijn kennis van andere steden gebruikte. Sommige stadsgezichten lijken wel puzzels, om ze een meer- of eeuwigheidswaarde te geven.
Opvallend is zijn beheersing van het perspectief. Ook de nauwkeurigheid — het fijne loof of de stenen muren, waarvan de voegen minutieus zijn bestudeerd, waarbij hij mogelijk gebruik maakte van stempels om sneller te kunnen werken — geven zijn werk een bijzondere waarde. De figuren in zijn composities zijn ingeschilderd door Adriaen van de Velde, Eglon van der Neer of Johannes Lingelbach. Van hem zijn daarnaast ook enkele interieurs bekend, waarop boeken, een atlas van Blaeu of globes staan afgebeeld.
Van der Heydens vrouw had familie in onder meer Emmerik en Wesel in Duitsland. In de jaren 60 maakte hij een reis door Duitsland, onder meer naar Emmerik en Wesel. Er zijn stadsgezichten van Van der Heyden bekend van Keulen, Bonn, Düsseldorf, Elten, Xanten, Aken en Kleef. Ook bezocht hij verschillende plaatsen in de Noordelijke en Zuidelijke Nederlanden, waaronder Veere en Brussel

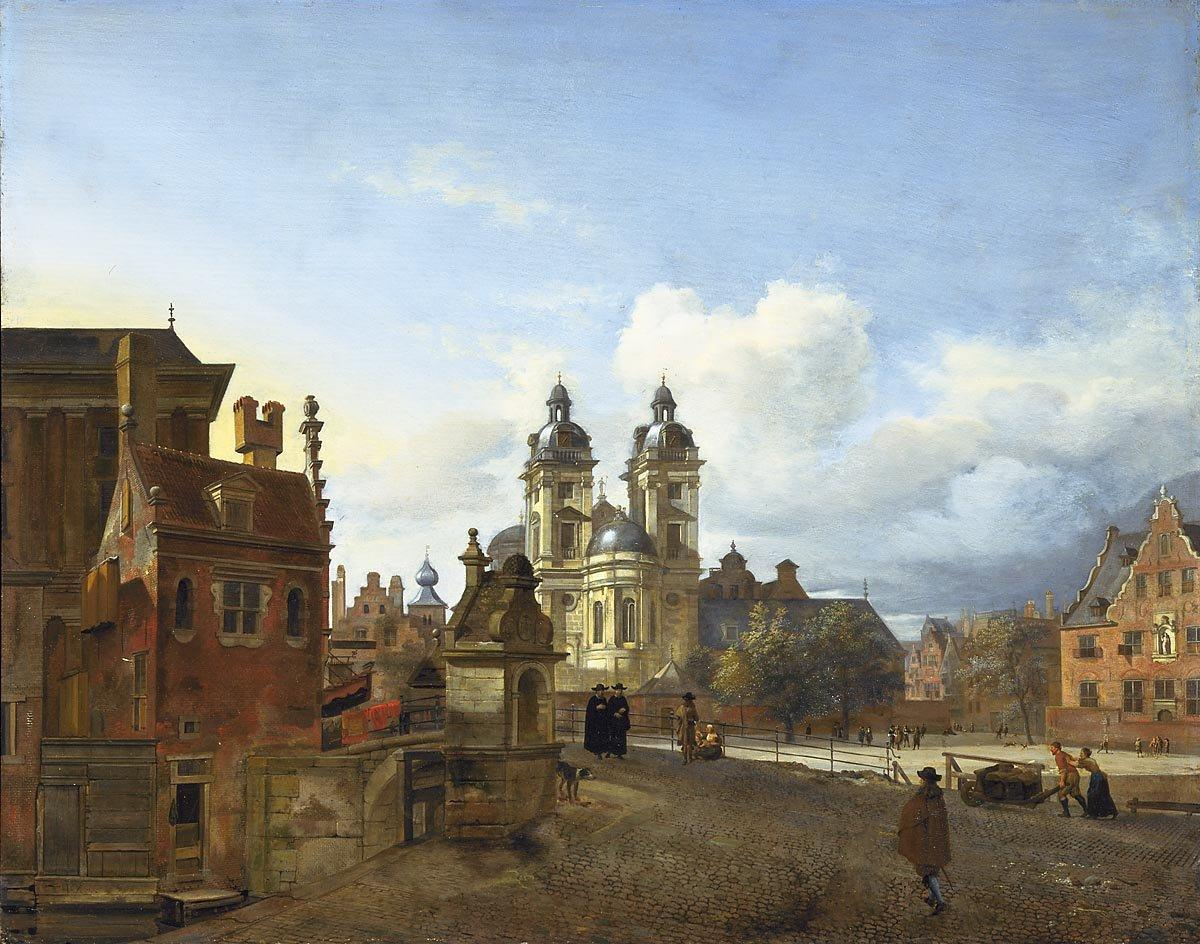
Stadsgezicht met de St. Andreaskerk in Düsseldorf. 1667. Den Haag, Mauritshuis.

In 1667 kreeg Jan van der Heyden bezoek van Cosimo III de' Medici, die een van zijn merkwaardigste werken aankocht, met een "mislukt" perspectief dat in Florence is te zien. In 1670 werd hij benoemd tot opzichter van de Amsterdamse straatverlichting. Hij overleed op 28 maart 1712 in zijn huis aan de Koestraat bij de Nieuwmarkt in Amsterdam. Op 16 april overleed zijn weduwe. In hun huis bevonden zich op dat moment meer dan 70 schilderijen van Van der Heyden.

## De straatlantaarn
Jan van der Heyden had het voordeel dat hij een zekere beroepsmatige flexibiliteit had. Terwijl zijn beroepsgenoten mooie schilderijen maakten — en geen droog brood verdienden — combineerde hij het schilderen met een studie van de werktuigbouwkunde. Hij ontwierp een betere straatverlichting (1669) voor de stad Amsterdam. Er zijn ruim 1800 lantaarns geplaatst. Het initiatief is ook in andere steden nagevolgd, o.a. in Haarlem en Groningen. In 1673 ontving Jan van der Heyden 93 gulden van het stadsbestuur van Den Haag voor het ontwerpen van de eerste Haagse straatlantaarn. In 1679 publiceerde hij 't Licht der Lamp Lantaarens ontsteken door Jan van der Heijde, Inventeur derselve en opsigter der Stads Lantaarns van Amsterdam. In 1682 werden 1600 straatlantaarns in Berlijn geplaatst.
De Jan van der Heyden-lantaarn was een koperen lantaarn van bijna zestig centimeter hoog, voorzien van vier ruiten, waarvan er een als deurtje was uitgevoerd om de lantaarn te kunnen schoonmaken. In het deurtje was een luikje aangebracht om de lantaarn te ontsteken. Bovenop zat een schoorsteentje (een 'snuiver'). De lantaarn was geplaatst op een vierkante eikenhouten paal van twaalf voet lang (ruim drie meter) en zes duim dik (vijftien cm) of op een houten wandarm met ongeveer een meter uitslag. Als brandstof gebruikte men een mengsel van raap- en lijnolie. Voor onderhoud en bediening werden speciale lantaarnopstekers aangesteld. Zij moesten een eed afleggen waarin zij beloofden de instructies na te komen en de overgebleven olie terug te bezorgen. In de Hollandse Wijk in Potsdam, maar ook op diverse plaatsen in Amsterdam, staan nog replica's van het model van Jan van der Heyden, onder andere op de Magere Brug, het Amstelveld (Amstelkerk) en het woonhuis van Jan van der Heyden in de Koestraat.

## De brandspuit

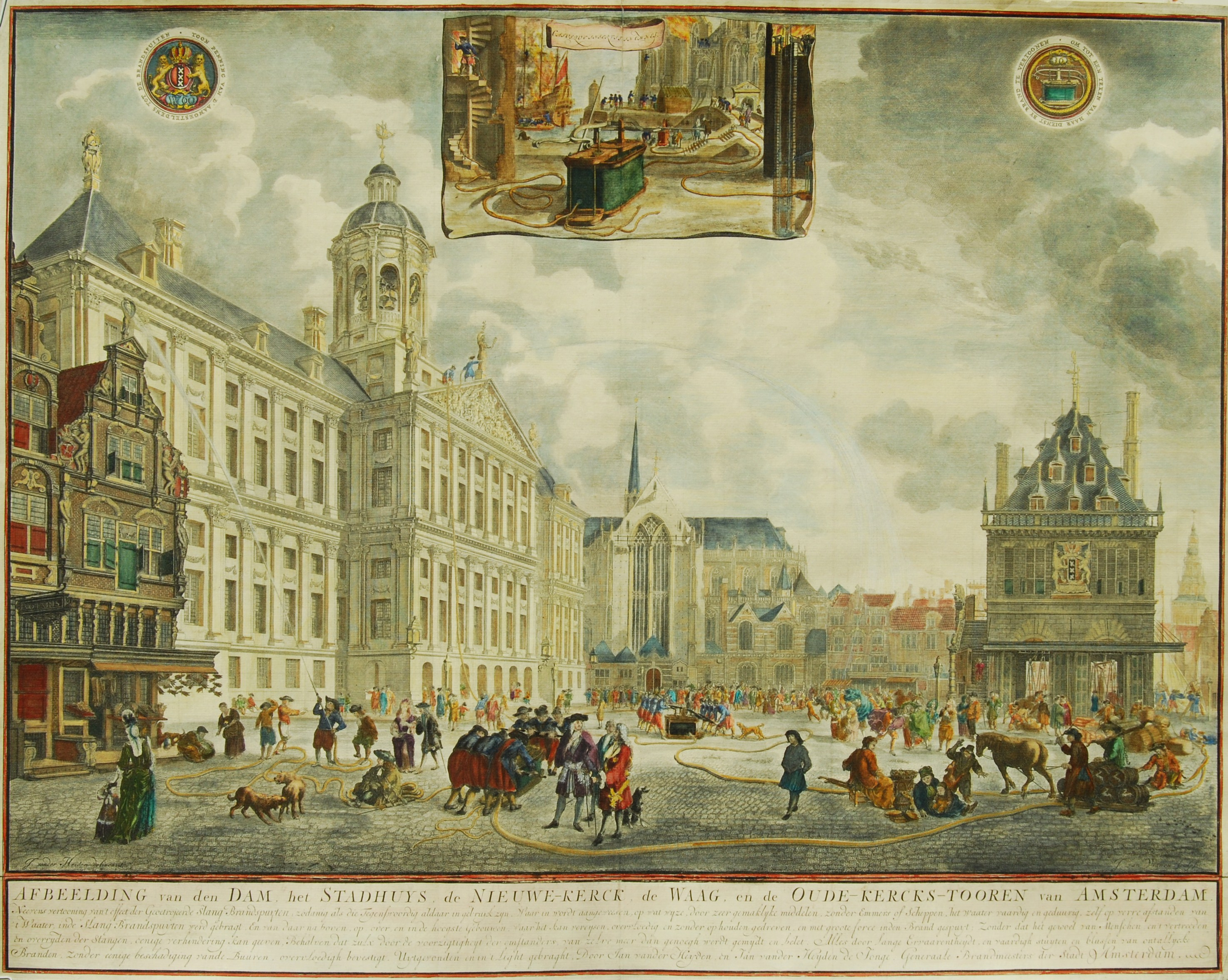
Afbeelding van den Dam, het Stadhuys, de Nieuwe-Kerck, de Waag en de Oude-Kercks-Tooren van Amsterdam. Neevens vertooning van ‘t effect der Geoctrojeerde Slang Brandspuyten

Jan van der Heyden verbeterde de brandweerpomp reeds in 1672. Hij demonstreerde zijn uitvinding bij het stadhuis en vanaf de Westertoren in Amsterdam. Hij publiceerde daarover samen met zijn broer in 1677 Bericht Wegens de Nieuw geïnventeerde En Geoctroyeerde Slangbrandspuiten: Uitgevonden door Jan en Nicolaes van der Heyden. In 1690 maakte hij samen met zijn zoon Jan een lijviger boek, dat rijk geïllustreerd werd door de uitvinder zelf. Het boek is opgedragen aan Nicolaes Witsen. De burgemeesters waren onder de indruk en in elk van de zestig wijken werd een nieuwe spuit opgesteld. Jan van der Heyden kreeg in 1697 bezoek van Peter de Grote, die tevergeefs probeerde hem over te halen mee te gaan naar Rusland. De uitvinder verkocht hem wel een aantal brandspuiten à 385 gulden per stuk.

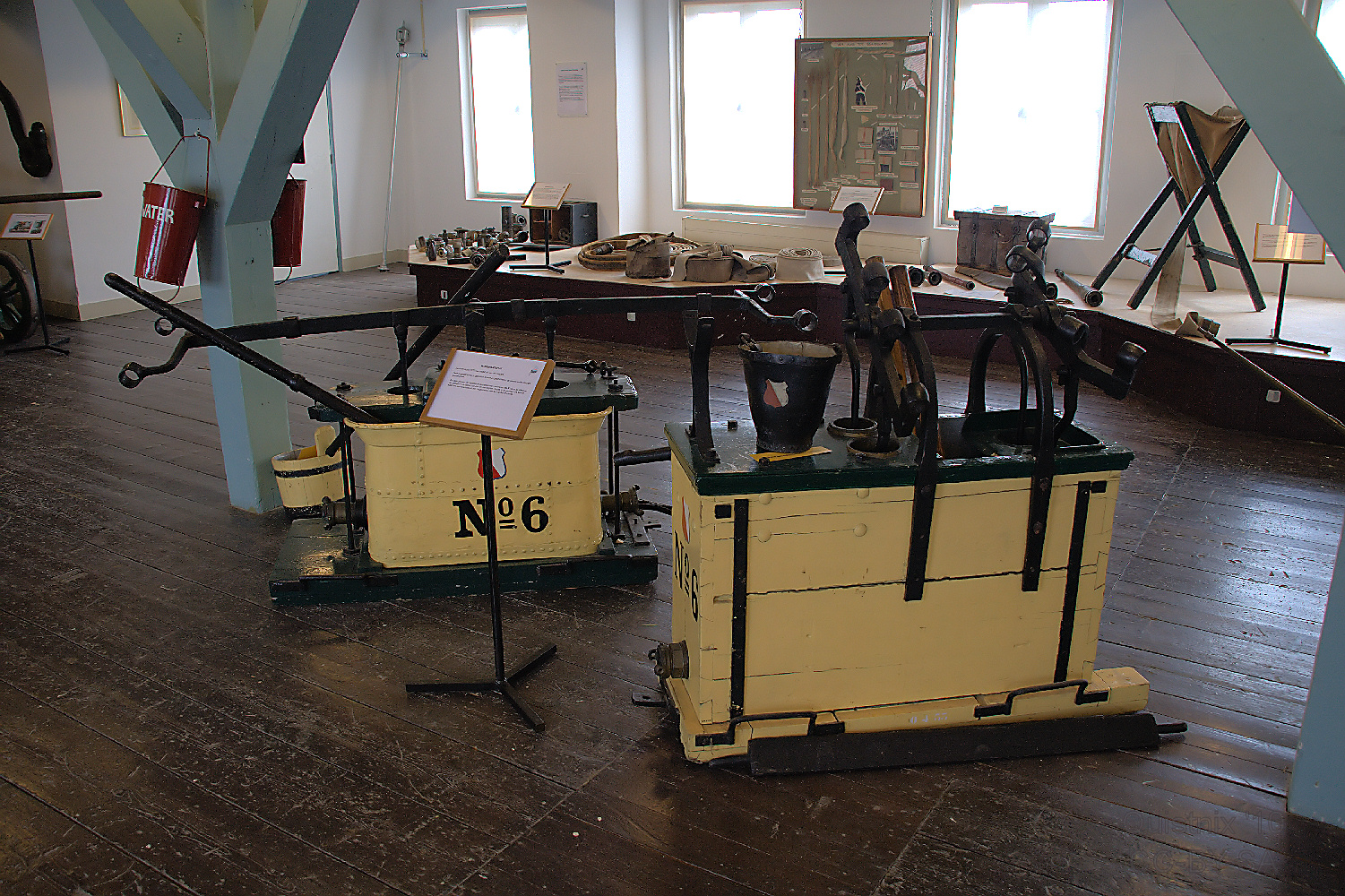
Zuigpomp en brandspuit met slangen van Jan van der Heyden gemaakt voor de stad Utrecht.

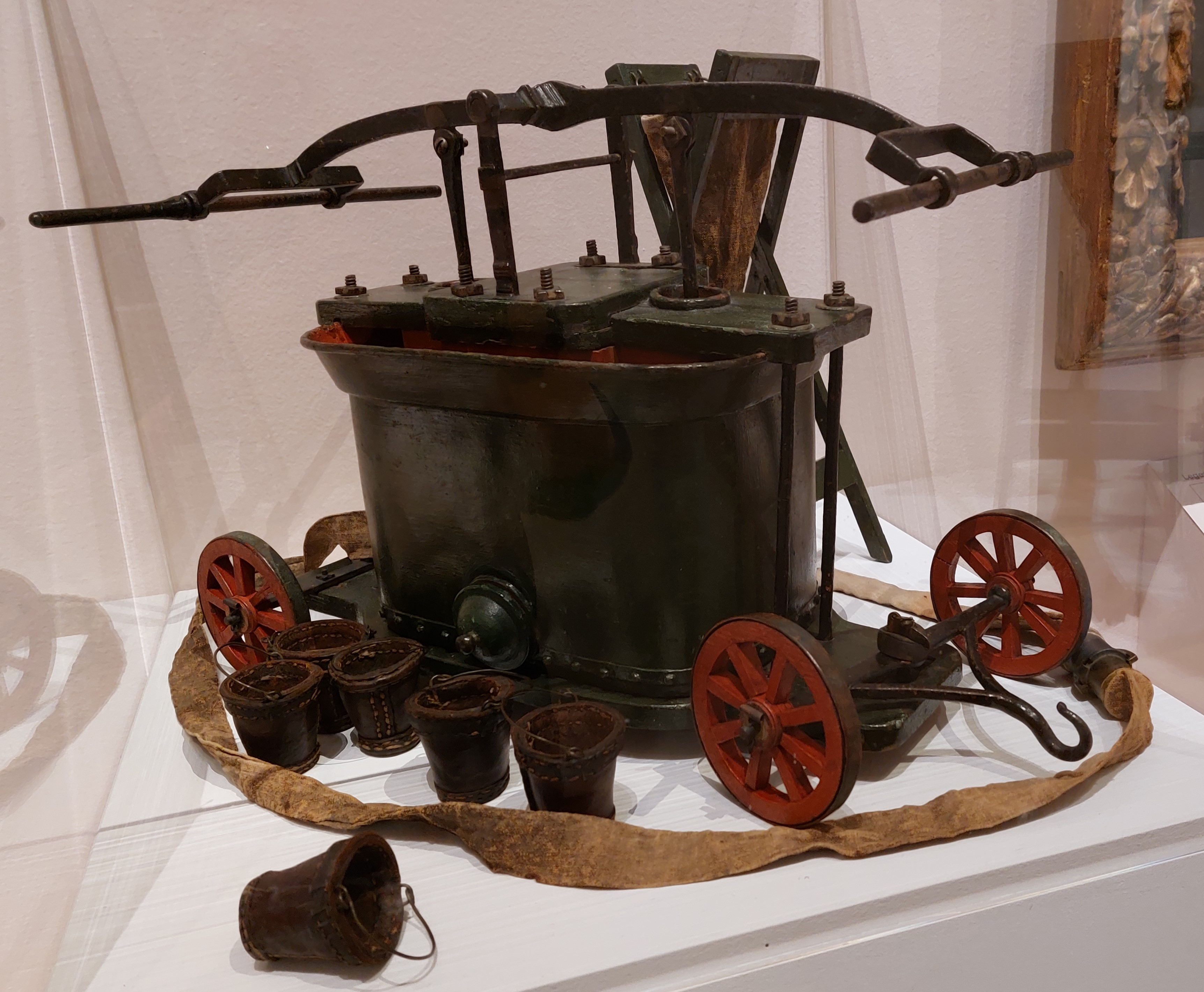
Model van de brandspuit uit 1672 in het Amsterdam Museum

Op het IJ waren sinds 1676 voor de bescherming van schepen, nog vijf schouwen gelegd, op elk waarvan twee spuiten geplaatst waren. Deze spuiten werden bediend door het schuitenvoerdersgilde. Ook ontwierp Van der Heyden een soort aanjager voor het oppompen van water uit de gracht. De pompen werden bediend door de mannelijke leden van het turf- en het bierdragersgilde, maar ook door weesjongens. In 1682 liet hij een compleet nieuwe brandweerorganisatie invoeren. In alle 60 wijken van Amsterdam werden brandspuiten geplaatst, die werden bediend door aangewezen gildebroeders (geaffecteerden) en vrijwilligers uit de buurt. Elke spuit kreeg een vast aantal functionarissen en een à twee keer per jaar werd er verplicht geoefend onder toezicht van de generaal-brandmeester. De eerste functionaris met die titel was Jan van der Heyden zelf. Omstreeks 1780 werden de leren slangen vervangen door de geweven hennepslangen.

## Veelzijdig
Van der Heyden was een veelzijdig mens. Hij ontwierp en bouwde of werkte mee aan baggermolens, schepraderen, kachels, de scheepskameel, waterbeheersing en dijkonderhoud en plaatste in 1702 baaklantaarns, die waren voorzien van olielampen, op de in 1700 gebouwde toren van Vuurtoreneiland in de Zuiderzee.
Van der Heyden woonde en werkte dertig jaar lang in de Koestraat, in de voormalige Latijnse school, die hij in 1681 ter beschikking kreeg. Hij was opzichter van de stadslantaarns en generaal-brandmeester en stierf als een bemiddeld man. Hij was een tijdgenoot van Gerrit Berckheyde, Meindert Hobbema en Jacob van Ruisdael.
In de Amsterdamse wijk De Pijp zijn twee straten naar hem vernoemd, alsook in diverse Nederlandse dorpen en steden als Tilburg, Den Haag, Schoonhoven, Hilversum en Gorinchem. In de gevel van het pand aan Koestraat 5 in Amsterdam, waar ooit zijn fabriek met woning stond, is in 1912 een gevelsteen met een buste van Jan van der Heyden geplaatst. Ook in de gevel van het Stedelijk Museum Amsterdam staat een standbeeld van Jan van der Heyden (gemaakt door Corrie Demmink) dat een model van een brandspuit in zijn hand houdt en in het brandweermuseum in Hellevoetsluis bevindt zich een buste, die in 1922 oorspronkelijk in het centrum van Rotterdam werd onthuld.

## Jan van der Heijdenjaar

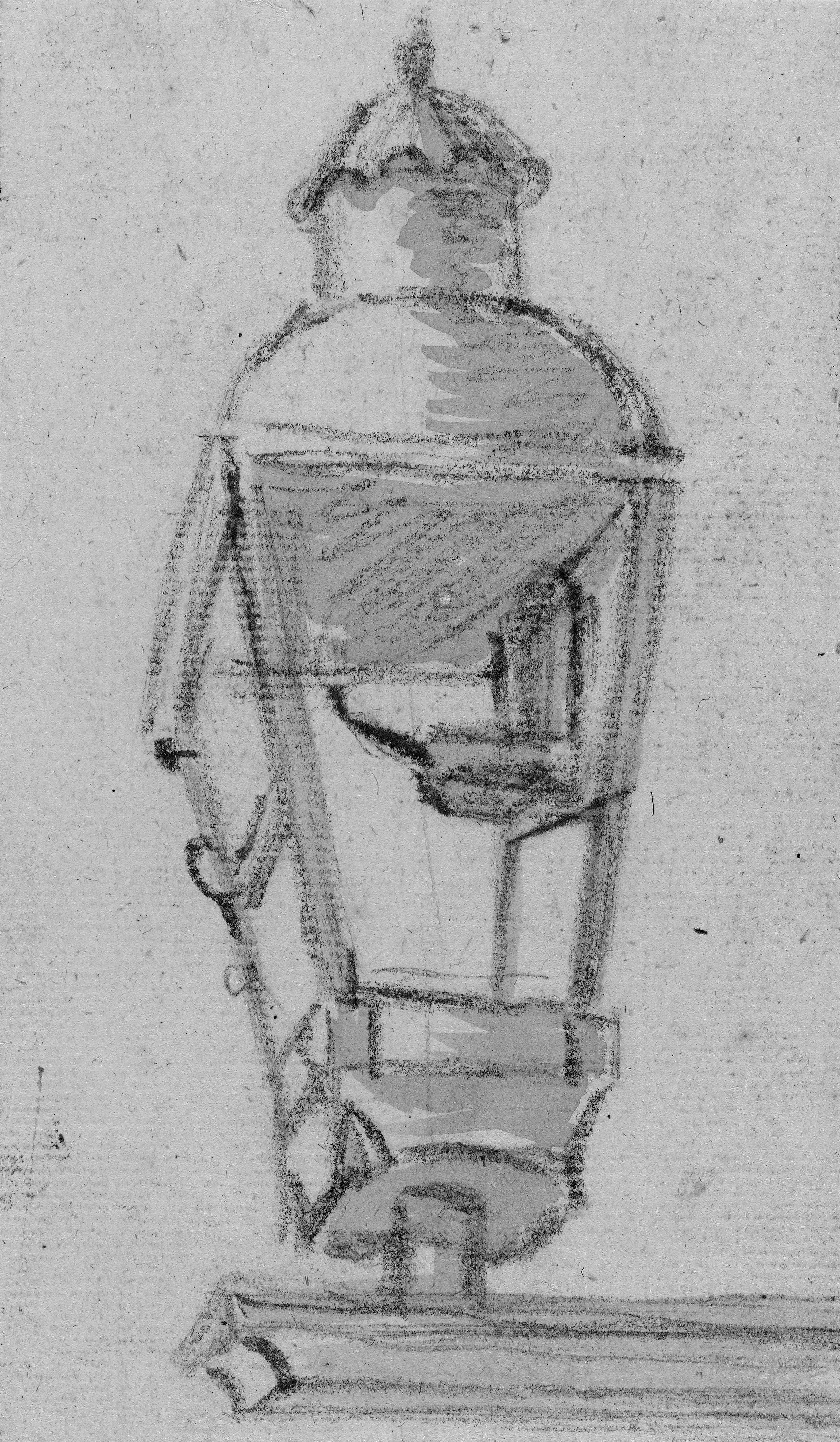
Ontwerp voor een straatlantaarn (1674-1679) Collectie Rijksmuseum Amsterdam

De naam 'Jan van der Heijden' wordt op verschillende manieren gespeld. Ook Jan zelf was niet consequent in zijn lettergebruik. Er zijn documenten en handtekeningen met 'Heyde', 'Heyden', 'Heijde', 'Heijden', 'Heide' en 'Heiden' bekend. Bij het vaststellen van de straatnaam in Amsterdam heeft een commissie van wijze wetenschappers geadviseerd de spelling 'Van der Heijden' aan te houden.
Daarom was 2012 bij de brandweer in Gorinchem en in Amsterdam-Amstelland het 'Jan van der Heijdenjaar'. In dat jaar werd namelijk zijn 300ste sterfdag herdacht. Voor de brandweer is het zelfs het begin van een nieuwe weg van brandbestrijding, in navolging van de grote innovator Jan van der Heijden. Nieuwe wegen en methoden om branden te blussen en liever nog te voorkomen worden ingeslagen, waarbij de verantwoordelijkheid voor de eigen veiligheid van burgers en bedrijven weer onder de aandacht wordt gebracht.
Er waren in 2012 diverse publicaties en activiteiten rond Jan van der Heijden. Vooral Amsterdam-Amstelland en Gorinchem werden - in navolging van de herdenkingen van 1912 en 1937 - de 'brandpunten' van de evenementen.